# أولريتش فان غوبل
أولريتش فان غوبل (بالهولندية: Ulrich van Gobbel) (مواليد 16 يناير 1971) هو لاعب كرة قدم. يلعب مع منتخب هولندا لكرة القدم. سبق له أن لعب في كأس العالم لكرة القدم مع منتخب بلاده.

## مسيرته الكروية
لعب أولريتش فان غوبل خلال مسيرته الاحترافية مع 4 أندية في ثمانية عشر موسمًا وسجل خلالها 10 أهداف ضمن 301 مباراة. حيث فاز في ستة مواسم بالكأس وفي ثلاثة مواسم بالدوري.
خاض أولريتش فان غوبل مسيرته مع نادي فيلم تو تيلبورغ في موسم 1988–89 ولمدة موسمين، مشاركًا في 34 مباراة سجل خلالها 3 أهداف. ثم انتقل إلى نادي فاينورد في موسم 1990–91 في المرة الأولى ليلعب معه أحد عشر موسمًا ثم في موسم 1997–98 ليلعب معه خمسة مواسم، حيث شارك طوالها في 216 مباراة سجل خلالها 4 أهداف. لينتقل بعدها إلى نادي غلطة سراي في موسم 1995–96 ولمدة موسمين، مشاركًا في 25 مباراة سجل خلالها هدفين. ثم انتقل إلى نادي ساوثهامبتون في موسم 1996–97 ولمدة موسمين، مشاركًا في 26 مباراة سجل خلالها هدفًا واحدًا.

## روابط خارجية
- أولريتش فان غوبل على موقع الاتحاد الدولي (مؤرشف)  (الإنجليزية)
- أولريتش فان غوبل على موقع اتحاد تركيا (لاعب) (الإنجليزية)
- أولريتش فان غوبل على موقع قاعدة بيانات كرة القدم.إي يو (الإنجليزية)
- أولريتش فان غوبل على موقع بيانات كرة القدم. دي إي (الألمانية)
- أولريتش فان غوبل على موقع ناشيونال فوتبول تيمز (الإنجليزية)
- أولريتش فان غوبل على موقع Soccerway.com (الإنجليزية)
- أولريتش فان غوبل على موقع عالم كرة القدم.نت (الإنجليزية)